# Lega Basket Serie A de 2023–24
A Temporada 2023–24 da Liga Italiana de Basquetebol foi a 102ª edição da competição de elite entre clubes profissionais de basquetebol masculino na Itália. A liga é disputada por 16 equipes após o ingresso de Estra Pistoia e Vanoli Basket Cremona oriundos da Serie A2, que desta forma substituem Tezenis Verona e Pallacanestro Trieste
A disputa da temporada regular é prevista entre 1 de outubro de 2023 e 5 de maio de 2024 e como prévia as equipes competiram na Supercopa (oficialmente: Frecciarossa Supercoppa) em Bréscia nos dias 23 e 24 de setembro.
A equipe da EA7 Emporio Armani conquistou o seu 31º título.

## Clubes Participantes
| Clube                              | Localização     | Arena            | Capacidade |
| ---------------------------------- | --------------- | ---------------- | ---------- |
| Banco di Sardegna Sassari          | Sássari         | PalaSerradimigni | 5.000      |
| Bertram Derthona Tortona           | Tortona         | PalaOltrepò      | 1.500      |
| Carpegna Prosciutto Pesaro         | Pésaro          | Arena Adriática  | 10 323     |
| Dolomiti Energia Trento            | Trento          | PalaTrento       | 4.360      |
| EA7 Emporio Armani Milano          | Milão           | Mediolanum Forum | 12.700     |
| Estra Pistoia                      | Pistoia         | PalaCarrara      | 4 000      |
| Germani Brescia                    | Bréscia         | PalaGeorge       | 5.500      |
| Generazione Vincente Napoli Basket | Nápoles         | PalaBarbuto      | 5.500      |
| Givova Scafati                     | Scafati         | Palamangano      | 3 700      |
| Happy Casa Brindisi                | Brindisi        | PalaPentassuglia | 3.534      |
| Nutribullet Treviso Basket         | Treviso         | PalaVerde        | 5 344      |
| Openjobmetis Varese                | Varese          | PalA2A           | 5.100      |
| Umana Reyer Venezia                | Veneza          | Taliercio        | 3.506      |
| UNAHOTELS Reggio Emilia            | Régio da Emília | PalaBigi         | 4.600      |
| Vanoli Basket Cremona              | Cremona         | PalasRadi        | 3 519      |
| Virtus Segafredo Bologna           | Bolonha         | Unipol Arena     | 9.513      |

## Temporada Regular
| Casa\Visitante                     | BAN    | BER   | CAR    | DOL    | EA7   | EST    | GER     | GEV    | GIV     | HAP    | NUT    | OPE    | UMA    | UNA    | VAN   | VIR    |
| ---------------------------------- | ------ | ----- | ------ | ------ | ----- | ------ | ------- | ------ | ------- | ------ | ------ | ------ | ------ | ------ | ----- | ------ |
| Banco di Sardegna Sassari          |        | 74-94 | 91-96  | 80-73  | 89-83 | 107-69 | 106-101 | 90-111 | 79-76   | 84-81  | 80-76  | 88-112 | 62-73  | 95-63  | 86-80 | 93-88  |
| Bertram Derthona Tortona           | 79-62  |       | 94-76  | 83-80  | 75-79 | 97-100 | 97-72   | 97-72  | 89-52   | 69-68  | 68-82  | 90-83  | 75-69  | 93-64  | 87-76 | 77-84  |
| Carpegna Prosciutto Pesaro         | 69-79  | 96-92 |        | 74-87  | 65-85 | 89-82  | 93-83   | 77-97  | 103-107 | 78-86  | 96-76  | 81-88  | 64-76  | 69-87  | 91-86 | 87-86  |
| Dolomiti Energia Trento            | 87-76  | 83-81 | 109-82 |        | 74-79 | 80-105 | 69-93   | 101-94 | 84-79   | 81-71  | 82-85  | 90-84  | 106-79 | 98-88  | 91-84 | 75-90  |
| EA7 Emporio Armani Milano          | 80-65  | 83-82 | 82-90  | 91-86  |       | 81-86  | 83-77   | 86-84  | 99-77   | 69-55  | 86-80  | 94-63  | 95-72  | 79-68  | 74-51 | 82-80  |
| Estra Pistoia                      | 68-63  | 84-71 | 73-74  | 73-78  | 72-78 |        | 72-84   | 81-76  | 78-71   | 90-96  | 83-84  | 78-96  | 85-77  | 83-92  | 64-60 | 70-91  |
| Germani Brescia                    | 110-65 | 72-65 | 81-79  | 82-90  | 72-64 | 109-90 |         | 80-71  | 89-78   | 94-75  | 88-67  | 116-73 | 90-84  | 86-63  | 84-75 | 73-87  |
| Generazione Vincente Napoli Basket | 88-79  | 81-76 | 93-75  | 93-103 | 77-68 | 93-95  | 83-104  |        | 102-92  | 90-71  | 95-81  | 97-96  | 90-97  | 87-89  | 80-70 | 75-88  |
| Givova Scafati                     | 74-99  | 94-91 | 83-82  | 75-62  | 77-68 | 85-77  | 83-89   | 91-85  |         | 76-84  | 95-93  | 102-90 | 66-95  | 102-76 | 70-71 | 75-81  |
| Happy Casa Brindisi                | 70-76  | 77-86 | 68-81  | 89-82  | 57-87 | 72-78  | 88-79   | 77-80  | 98-103  |        | 93-75  | 86-81  | 84-80  | 63-87  | 79-76 | 83-75  |
| Nutribullet Treviso Basket         | 77-70  | 87-74 | 93-89  | 86-78  | 89-91 | 86-89  | 71-99   | 76-79  | 87-97   | 86-60  |        | 96-101 | 77-82  | 71-63  | 78-71 | 61-100 |
| Openjobmetis Varese                | 90-79  | 78-80 | 91-80  | 84-85  | 70-74 | 83-82  | 92-95   | 113-79 | 94-93   | 81-73  | 95-100 |        | 92-103 | 116-93 | 68-75 | 69-81  |
| Umana Reyer Venezia                | 71-78  | 76-60 | 91-79  | 93-68  | 78-72 | 96-69  | 86-71   | 81-89  | 83-59   | 79-71  | 91-78  | 102-88 |        | 90-70  | 79-76 | 70-89  |
| UNAHOTELS Reggio Emilia            | 77-59  | 77-90 | 101-68 | 77-75  | 68-72 | 95-82  | 70-77   | 88-74  | 85-77   | 74-66  | 90-83  | 113-80 | 77-60  |        | 78-71 | 72-66  |
| Vanoli Basket Cremona              | 69-68  | 83-67 | 96-69  | 99-80  | 72-73 | 67-74  | 84-77   | 90-83  | 68-63   | 75-58  | 70-76  | 82-83  | 92-90  | 91-95  |       | 93-83  |
| Virtus Segafredo Bologna           | 80-66  | 99-70 | 83-66  | 108-61 | 84-75 | 93-100 | 97-60   | 101-89 | 94-67   | 103-76 | 91-77  | 115-84 | 84-85  | 83-73  | 93-85 |        |

## Classificação
| Pos. | Clube                              | P  | J  | V  | D  | P+   | P-    | SP   | Classificação           |
| ---- | ---------------------------------- | -- | -- | -- | -- | ---- | ----- | ---- | ----------------------- |
| 1    | Virtus Segafredo Bologna           | 44 | 30 | 22 | 8  | 2668 | 2305  | 363  | Playoffs                |
| 2    | EA7 Emporio Armani Milano          | 44 | 30 | 22 | 8  | 2412 | 2235  | 177  | Playoffs                |
| 3    | Germani Brescia                    | 42 | 30 | 21 | 9  | 2618 | 2353  | 265  | Playoffs                |
| 4    | Umana Reyer Venezia                | 38 | 30 | 19 | 11 | 2488 | 2356  | 132  | Playoffs                |
| 5    | UNAHOTELS Reggio Emilia            | 32 | 30 | 16 | 14 | 2403 | 2406  | -3   | Playoffs                |
| 6    | Estra Pistoia                      | 30 | 30 | 15 | 15 | 2432 | 2514  | -82  | Playoffs                |
| 7    | Dolomiti Energia Trento            | 30 | 30 | 15 | 15 | 2498 | 2557  | -59  | Playoffs                |
| 8    | Bertram Yachts Derthona Tortona    | 28 | 30 | 14 | 16 | 2411 | 2378  | 33   | Playoffs                |
| 9    | Generazione Vincente Napoli Basket | 28 | 30 | 14 | 16 | 2587 | 2613  | -26  |                         |
| 10   | Banco di Sardegna Sassari          | 28 | 30 | 14 | 16 | 2394 | 2482  | -88  |                         |
| 11   | Vanoli Basket Cremona              | 24 | 30 | 12 | 18 | 2406 | 2389  | 17   |                         |
| 12   | Givova Scafati                     | 24 | 30 | 12 | 18 | 2481 | 2626  | -145 |                         |
| 13   | Nutribullet Treviso Basket         | 24 | 30 | 12 | 18 | 2434 | 2545  | -111 |                         |
| 14   | Openjobmetis Varese                | 24 | 30 | 12 | 18 | 2618 | 2702  | -84  |                         |
| 15   | Carpegna Prosciutto Pesaro         | 20 | 30 | 10 | 20 | 2417 | 2626  | -209 | Rebaixado para Serie A2 |
| 16   | Happy Casa Brindisi                | 20 | 30 | 10 | 20 | 2275 | 2.455 | -180 | Rebaixado para Serie A2 |

## Equipes rebaixadas
- Happy Casa Brindisi[6]
- Carpegna Prosciutto Pesaro[7]

## Playoffs

### Quartas de final
| Time 1                    | Série | Time 2                          | 1º Jogo | 2º Jogo  | 3º Jogo | 4º Jogo | 5º Jogo |
| ------------------------- | ----- | ------------------------------- | ------- | -------- | ------- | ------- | ------- |
| Virtus Segafredo Bologna  | 3 - 2 | Bertram Yachts Derthona Tortona | 92 - 80 | 83 - 77  | 81 - 91 | 75 - 82 | 92 - 63 |
| Umana Reyer Venezia       | 3 - 2 | UNAHOTELS Reggio Emilia         | 74 - 82 | 83 - 75  | 66 - 78 | 95 - 92 | 83 - 67 |
| EA7 Emporio Armani Milano | 3 - 1 | Dolomiti Energia Trento         | 84 - 85 | 104 - 93 | 83 - 68 | 87 - 69 | -       |
| Germani Brescia           | 3 - 0 | Estra Pistoia                   | 79 - 70 | 97 - 75  | 98 - 77 | -       | -       |

### Semifinal
| Time 1                    | Série | Time 2              | 1º Jogo  | 2º Jogo | 3º Jogo | 4º Jogo | 5º Jogo |
| ------------------------- | ----- | ------------------- | -------- | ------- | ------- | ------- | ------- |
| Virtus Segafredo Bologna  | 3 - 1 | Umana Reyer Venezia | 103 - 89 | 79 - 78 | 73 - 78 | 96 - 81 | -       |
| EA7 Emporio Armani Milano | 3 - 0 | Germani Brescia     | 95 - 89  | 77 - 66 | 96 - 86 | -       | -       |

### Final
| Time 1                   | Série | Time 2                    | 1º Jogo | 2º Jogo | 3º Jogo | 4º Jogo | 5º Jogo |
| ------------------------ | ----- | ------------------------- | ------- | ------- | ------- | ------- | ------- |
| Virtus Segafredo Bologna | 1 - 3 | EA7 Emporio Armani Milano | 75 - 86 | 72 - 64 | 78 - 81 | 73 - 85 | -       |

## Premiação
| Serie A 2023-24                                |
| Lombardia                                      |
| ---------------------------------------------- |
| Campeão EA7 Emporio Armani Milano (31° título) |

## Supercopa Frecciarossa 2023 - Bréscia
|  | Semifinal                     | Semifinal       |    |  | Final                         | Final |  |
|  |                               |                 |    |  |                               |       |  |
|  | 23 de Setembro – PalaLeonessa |                 |    |  |                               |       |  |
|  | EA7 Emporio Armani Milano     | 73              |    |  |                               |       |  |
|  | Virtus Segafredo Bologna      | 78              |    |  |                               |       |  |
|  |                               |                 |    |  |                               |       |  |
|  |                               |                 |    |  | 24 de Setembro – PalaLeonessa |       |  |
|  |                               |                 |    |  | Virtus Segafredo Bologna      | 97    |  |
|  |                               | Germani Brescia | 60 |  |                               |       |  |
|  |                               |                 |    |  |                               |       |  |
|  |                               |                 |    |  |                               |       |  |
|  |                               |                 |    |  |                               |       |  |
|  | 23 de Setembro – PalaLeonessa |                 |    |  |                               |       |  |
|  | Germani Brescia               | 86              |    |  |                               |       |  |
|  | Brertram Derthona Tortona     | 63              |    |  |                               |       |  |

### Premiação
| Frecciarossa Supercoppa 2023 (Bréscia)       |
| Emília-Romanha                               |
| -------------------------------------------- |
| Campeão Virtus Segafredo Bologna (4° título) |

MVP  2023 -  Tornike Shengelia

## Frecciarossa Final Eight - Turim 2024
A edição de número 56 da Copa da Itália de Basquetebol na temporada 2023-24 ocorrerá entre os dias 14 e 18 de fevereiro de 2024 na Inalpi Arena Torino na cidade de Turim.
|  | Quartas de finais            | Quartas de finais         | Quartas de finais   |                    |                     | Semifinais                | Semifinais | Semifinais |  |  | Final     | Final                     | Final |
|  |                              |                           |                     |                    |                     |                           |            |            |  |  |           |                           |       |
|  |                              |                           |                     |                    |                     |                           |            |            |  |  |           |                           |       |
|  | Lombardia                    | EA7 Emporio Armani Milano | 80                  |                    |                     |                           |            |            |  |  |           |                           |       |
|  | Trentino-Alto Adige/Südtirol | Dolomiti Energia Trento   | 57                  |                    |                     |                           |            |            |  |  |           |                           |       |
|  | Trentino-Alto Adige/Südtirol | Dolomiti Energia Trento   | 57                  |                    | Lombardia           | EA7 Emporio Armani Milano | 100        |            |  |  |           |                           |       |
|  |                              |                           |                     |                    | Lombardia           | EA7 Emporio Armani Milano | 100        |            |  |  |           |                           |       |
|  |                              | Vêneto                    | Umana Reyer Venezia | 77                 |                     |                           |            |            |  |  |           |                           |       |
|  | Vêneto                       | Vêneto                    | Umana Reyer Venezia | 77                 | Umana Reyer Venezia | 86                        |            |            |  |  |           |                           |       |
|  | Vêneto                       |                           |                     |                    | Umana Reyer Venezia | 86                        |            |            |  |  |           |                           |       |
|  | Toscana                      | Estra Pistoia             | 71                  |                    |                     |                           |            |            |  |  |           |                           |       |
|  |                              |                           |                     |                    |                     |                           |            |            |  |  | Lombardia | EA7 Emporio Armani Milano | 72    |
|  |                              |                           | Campânia            | GeVi Napoli Basket | 77                  |                           |            |            |  |  |           |                           |       |
|  | Emília-Romanha               | Virtus Segafredo Bologna  | 72                  |                    |                     |                           |            |            |  |  |           |                           |       |
|  | Emília-Romanha               | UNAHOTELS Reggio Emilia   | 81                  |                    |                     |                           |            |            |  |  |           |                           |       |
|  | Emília-Romanha               | UNAHOTELS Reggio Emilia   | 81                  |                    | Emília-Romanha      | UNAHOTELS Reggio Emilia   | 78         |            |  |  |           |                           |       |
|  |                              |                           |                     |                    | Emília-Romanha      | UNAHOTELS Reggio Emilia   | 78         |            |  |  |           |                           |       |
|  |                              | Campânia                  | GeVi Napoli Basket  | 87                 |                     |                           |            |            |  |  |           |                           |       |
|  | Lombardia                    | Campânia                  | GeVi Napoli Basket  | 87                 | Germani Brescia     | 74                        |            |            |  |  |           |                           |       |
|  | Lombardia                    |                           |                     |                    | Germani Brescia     | 74                        |            |            |  |  |           |                           |       |
|  | Campânia                     | GeVi Napoli Basket        | 80                  |                    |                     |                           |            |            |  |  |           |                           |       |

### Premiação
| Frecciarossa Final Eight 2024 (Turim)                  |
| Campânia                                               |
| ------------------------------------------------------ |
| Campeão Generazione Vincente Napoli Basket (2° título) |

## Clubes italianos em competições internacionais
| Clube                               | Competição        | Resultado                                                                     |
| ----------------------------------- | ----------------- | ----------------------------------------------------------------------------- |
| EA7 Emporio Armani Exchange Olimpia | EuroLiga          | Eliminado - como 12º colocado na temporada regular (15v-19d)                  |
| Virtus Segafredo Bologna            | EuroLiga          | Eliminado - no Play-in para Saski Baskonia (89-77)                            |
| Dolomiti Energia Trento             | EuroCopa          | Eliminado - como 8º colocado no Gr.B (7v-11d)                                 |
| Umana Reyer Venezia                 | EuroCopa          | Eliminado - como 8º colocado no Gr.A (8v-10d)                                 |
| Banco di Sardegna Sassari           | Liga dos Campeões | Eliminado - nos Play-ins para Cholet Basket (1-2; 93-72, 91-95, 77-93)        |
| Bertram Derthona Tortona            | Liga dos Campeões | Eliminado - nos Play-ins para Galatasaray (0-2; 70-71, 89-95)                 |
| Happy Casa Brindisi                 | Liga dos Campeões | Eliminado - na final da Fase classificatória para Cholet Basket (69-80)       |
| Openjobmetis Varese                 | Liga dos Campeões | Eliminado - nas semifinais da Fase classificatória para Cholet Basket (88-96) |
| Happy Casa Brindisi                 | Copa Europeia     | Eliminado - como 3º colocado no Gr. F (1v-3d)                                 |
| Openjobmetis Varese                 | Copa Europeia     | Eliminado - nas semifinais para Bahçeşehir (81-80 / 73-81 -7)                 |